# Suzuki Shuto
Shuto Suzuki (sinh ngày 31 tháng 8 năm 1985) là một cầu thủ bóng đá người Nhật Bản.

## Sự nghiệp câu lạc bộ
Shuto Suzuki đã từng chơi cho Kashima Antlers, Shonan Bellmare, Tochigi SC và Giravanz Kitakyushu.